# Regressão marinha
A regressão marinha é um processo geológico causado pelo solo que sobe em relação ao nível do mar ou pela água acumulando-se na forma de gelo nos continentes. Em outras palavras: o nível do mar diminui em relação à terra e expõe fundo do mar anterior. O oposto da regressão marinha é a transgressão marinha.
Durante a Idade do gelo do Pleistoceno, tanto foi removido dos oceanos e armazenados em terra que as geleiras do Oceano regrediu de 120 metros, expondo o Estreito de Bering, entre Alasca e na Ásia.
A regressão marinha promoveu regressões marinhas importantes no decorrer do período Quaternário.
Esse fato é designado como eustatismo glacial, e também conhecido por eustatismo de deformação lenta dos fundos oceânicos, o qual representa o abaixamento ou o soerguimento lento do fundo da bacia oceânica.